# Lê Quang (nhà Minh)
Lê Quang (chữ Hán: 黎光, ? – ?), người Đông Quản, Quảng Đông, quan viên đầu đời Minh.

## Cuộc đời
Quang nhờ đỗ kỳ thi Hương nên được bái làm Ngự sử, làm Tuần án Tô Châu, đề nghị chẩn cấp nạn lũ lụt, cứu sống rất nhiều người. Quang được làm Tuấn án Phượng Dương, dâng phong sự  nói hết tệ nạn của quan lại, nên được Minh Thái Tổ khen ngợi.
Năm Hồng Vũ thứ 9 (1376), Quang được cất nhắc làm Hình bộ thị lang, chấp pháp không a dua, bị Ngự sử đại phu Trần Ninh căm ghét, bới móc kết tội nên chịu biếm chức. Quang mất ở nơi lưu đày, không rõ khi nào.